# Belgisk jättekanin

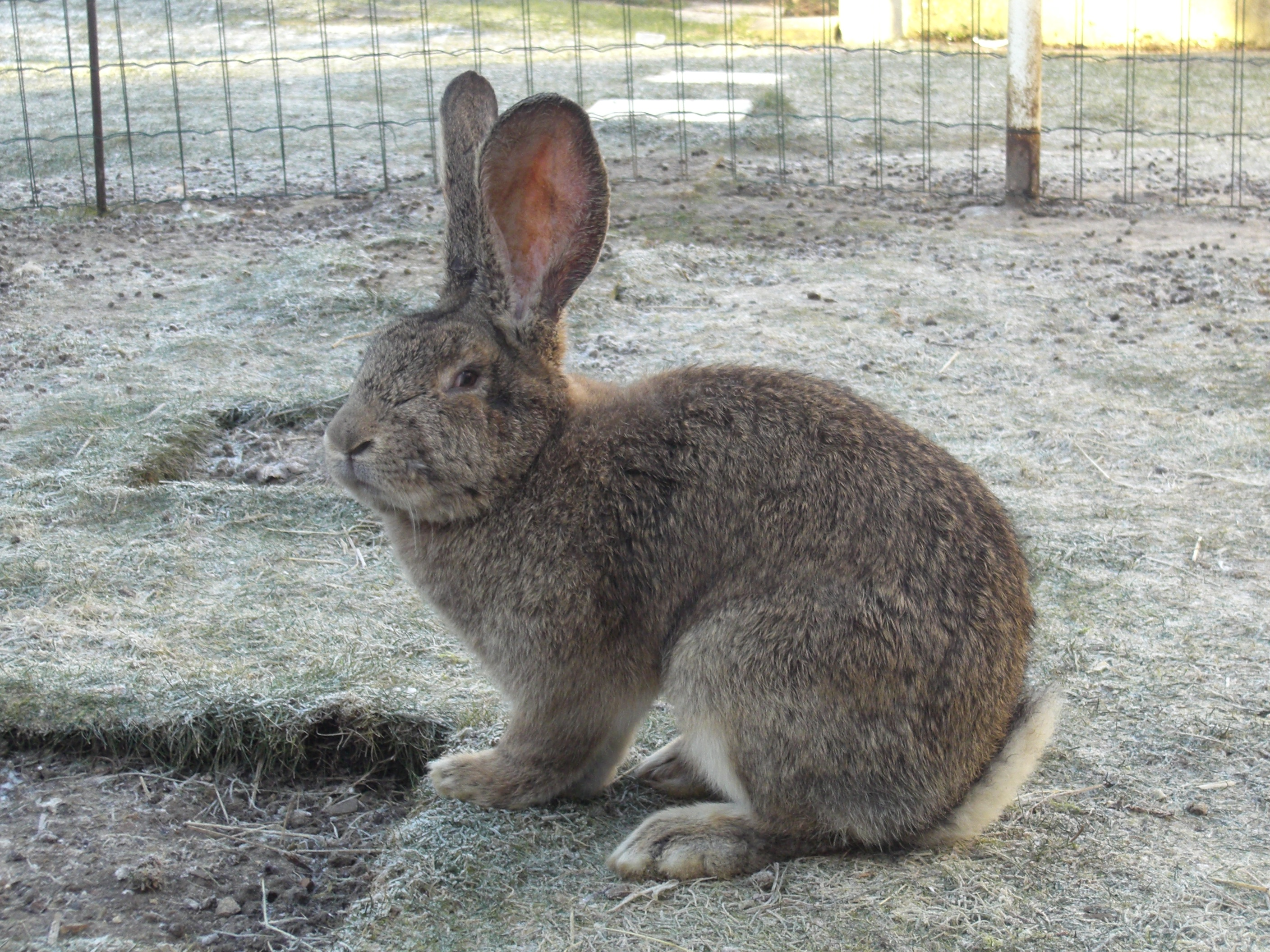
Belgisk jättekanin

Belgisk jättekanin eller Belgisk jätte är världens största kaninras. Den kan väga över 10 kg men idealvikten ligger vid 7-9 kilo. 
Rasen skall ha stora köttiga öron som är minst 16 cm långa helst längre. Den skall ha kraftiga framben och en rektangulär kropp. Hanen skall ha ett rundare ansikte med fylliga kinder medan honan skall ha ett avsmalnande spetsigt ansikte  (sett från sidan). Belgisk jätte finns i flera olika färgvarianter så som: Svart, Gul, Viltgrå, Albino, Viltsvart, Järngrå, Blå, Viltblå, Blågrå, Harfärg (roströd) samt Chinchilla. Sistnämnda är ej godkänd för utställning utomlands.
Belgisk jätte kräver stora utrymmen där den har möjlighet att stå upprätt. Om de inte har tillräckligt högt så kan deras öron vika sig. Under uppväxten kräver den ett kraftigt foder för att kunna utvecklas samt ett stort utrymme för att kunna röra på sig och bygga upp den mängd muskelmassa som skelettet kräver. Uppgifter om att den Belgiska jätten inte skall röra sig för mycket för att inte tappa för mycket i vikt under uppväxten är alltså felaktiga!
Det är likaså viktigt att Jätten har en lagom temperatur i sin bostad. Kyla påverkar tillväxten av hela kaninen då den använder de stora öronen som termostat. Kyls öronen ner för mycket hämmar detta både kaninens och öronens tillväxt. Plusgrader är att rekommendera under hela första året. När den är färdigvuxen står den lätt emot hård kyla och kan mycket väl bo utomhus året om.
Belgisk jätte är en kaninras som väldigt lätt blir tam. Många beskriver dem som en hund och de är mycket välvilliga mot människan. Vägen till Jättens hjärta går genom magen. Den vanligaste färgen är viltgrå.